# Charles Etienne Ghigny
Charles Étienne baron Ghigny, baptisé le 14 janvier 1771 à la paroisse de Saint-Jacques de Coudenberg  (Bruxelles) dans les Pays-Bas autrichiens et mort le 30 novembre 1844 à Molenbeek-Saint-Jean en Belgique, est militaire de la Révolution française, colonel baron dans l'Armée impériale française, lieutenant-général dans l'armée hollandaise et général dans l'armée belge.

## Biographie
Charles Ghigny est le fils d'Étienne Ghigny, modeste maréchal-ferrant à la rue Bodenbroek dans le quartier du Sablon à Bruxelles et de Marie Anne Segher.
Il commence sa carrière comme volontaire en 1788 aux Pays-Bas autrichiens, et en mars 1789, il s’engage dans les dragons français. Il est nommé sous-lieutenant en mars 1790, et le 1er octobre 1792, il reçoit son brevet de capitaine dans la légion belge. Il fait les campagnes de 1792 et 1793, à l’armée du Nord. Le 6 février 1793, il devient chef d’escadron au 17e régiment de chasseurs à cheval, et il rejoint l’armée de Sambre-et-Meuse, où il fait les guerres de l’an II à l’an IV.
Le 5 novembre 1794, il passe au 2e régiment de hussards, et lors d’une affaire qui a lieu dans le courant du même mois, à la tête de 2 escadrons, l’un du 2e régiment de hussards, l’autre du 3e régiment de chasseurs, il culbute les divisions de Rinski et de Raiser, fait prisonnier un capitaine et 25 cavaliers ennemis, reprend une pièce de canon, puis il effectue sa retraite sans avoir éprouvé la moindre perte. En avril 1797, lors du passage du Rhin, avec 2 escadrons de son régiment, il charge un bataillon du régiment du prince Charles et 2 escadrons du régiment d’Alberck, fait prisonnier le bataillon entier et s’empare de 3 pièces de canon.
En l’an X et en l’an XI, il sert à l’armée de Hanovre, puis en l’an XII et en l’an XIII, à l’armée des côtes de l’Océan. Le 29 octobre 1803, il est nommé major au 1er régiment de hussards, et il est fait chevalier de la Légion d’honneur le 24 mars 1804. De l’an XIV à 1806, il est attaché à l’armée d’observation, et de 1807 à 1809, aux armées des côtes de l’Océan et du Nord. En 1810, il rejoint l’armée d’Espagne, et il se distingue le 27 juillet à La Roca, où suivi de 3 compagnies d’élite, il enfonce un carré d’environ 4 000 hommes, fait 500 prisonniers et met le reste en déroute.
Il est promu colonel le 14 octobre 1811, du 12e régiment de chasseurs à cheval, et il rejoint la Grande Armée pour les campagnes de 1812 et 1813 en  Russie et en Saxe. Il est fait officier de la légion d’honneur le 21 juin 1813, et il est créé baron de l’Empire le 28 septembre suivant. En 1814, il participe à la campagne de France, et il reçoit la croix de commandeur de la Légion d’honneur le 3 avril 1814. Lors de la Première Restauration, le roi Louis XVIII le fait chevalier de Saint-Louis le 1er novembre 1814, et il donne sa démission le 6 février 1815.
Le 25 février 1815, il est intégré dans l’armée des Pays-Bas avec le grade de colonel, et le 24 avril suivant il est promu major-général commandant une brigade de cavalerie. Le 18 juin 1815, il combat à la bataille de Waterloo, et le lendemain il prend le commandement de la division de cavalerie légère du général Van Merlen tué lors des combats du 18. Il est fait officier de l’ordre militaire de Guillaume en récompense de sa belle conduite à se mémorable combat. Le 1er juin 1824, il commande les troupes de la province de Liège, et le 26 juin 1826, il est élevé au grade de lieutenant-général, commandant du 3e commandement militaire. Le 25 février 1831, il passe au service de la Belgique avec le grade de général de division, et il est admis à la retraite peu de temps après en raison d’une santé fragile. Il meurt le 30 novembre 1844, à Molenbeek-Saint-Jean.
Il a été inhumé au cimetière de Jette .

## Dotations
- Dotation de 1 000 francs de rente annuelle sur le Mont-de-Milan le 28 septembre 1813.

## Armoiries
| Figure | Nom du baron et blasonnement |
| ------ | --- |
|        | Armes du baron Charles Étienne Ghigny et de l'Empire, décret du 28 septembre 1813, commandeur de la Légion d'honneur D’azur à trois tours de sable crénelées et maçonnées d’or, posées 2.1, surmontées chacune d’un lion de gueules, celui du chef à dextre contourné : au franc-quartier des barons militaires. |

## Sources
1. 1 2  Acte de naissance
2. 1 2  « Au Musée de l'Armée », L'Indépendance Belge,‎ 3 mars 1924, p. 4

- A. Lievyns, Jean Maurice Verdot, Pierre Bégat, Fastes de la Légion-d'honneur, biographie de tous les décorés accompagnée de l'histoire législative et réglementaire de l'ordre, Tome 4, Bureau de l’administration, 1844, 640 p. (lire en ligne), p. 357.
- « Cote LH/1128/14 », base Léonore, ministère français de la Culture
- « La noblesse d’Empire » (consulté le 21 mars 2017)
- Vicomte Révérend, Armorial du premier empire, tome 2, Honoré Champion, libraire, Paris, 1897, p. 233.
- Emile Bousman, Notice biographique sur le lieutenant-Général Baron Ghigny, G. Stapleaux, 1850.